# (5516) Jawilliamson
(5516) Jawilliamson est un astéroïde de la ceinture principale.

## Description
(5516) Jawilliamson est un astéroïde de la ceinture principale. Il fut découvert le 2 mai 1989 à l'observatoire Palomar par Eleanor Francis Helin. Il présente une orbite caractérisée par un demi-grand axe de 2,59 UA, une excentricité de 0,17 et une inclinaison de 13,0° par rapport à l'écliptique.

## Compléments